# Línea 2 (TRAM Metropolitano de Alicante)
Línea 2 del TRAM Metropolitano de Alicante es un recorrido que está en servicio en el tranvía de Alicante. Discurre íntegramente por zona metropolitana, entre el centro de Alicante y el sur del casco urbano de San Vicente del Raspeig. Conecta el centro de la capital con los barrios Pla del Bon Repós, La Goteta, Garbinet, Sidi Ifni-Nuevo Alicante, Virgen del Carmen, Colonia Requena, Virgen del Remedio, Ciudad Jardín y con San Vicente del Raspeig. Es un servicio que se realiza con los tranvías Flexity de Bombardier.
Esta línea tiene conexión en la estación de MARQ-Castillo con las líneas 1, 3 y 4. La línea 2 comparte el trazado subterráneo con las demás líneas, aunque su recorrido es mayoritariamente en superficie y plataforma reservada.

## Historia
- La línea contó con un presupuesto global de 100 millones de euros y su construcción se realizó en 3 tramos:
  - Tramo 1: (Colegio Calasancio-Vía Parque).
  - Tramo 2 (Vía Parque-Barrio Santa Isabel).
  - Tramo 3 (Santa Isabel-San Vicente del Raspeig).
- El 5 de diciembre de 2006 se inician las obras de construcción de la infraestructura propia de la L2 (plataforma no común con el resto de la red del TRAM).[10]
- En mayo de 2009, el Ente Gestor de la Red de Transporte y de Puertos de la Generalidad Valenciana, conocido como GTP, anunció que la línea estaría lista para la primavera de 2010, pero que en razón de las pruebas necesarias sólo sería posible inaugurarla a finales de ese año.[11]
- En febrero de 2011 se publica que la licitación del servicio se concede al grupo SuBus y Vossloh.[12]
- El 11 de enero de 2012 se anuncia su inauguración para el curso universitario 2012-2013.[13]
- El 6 de septiembre de 2012 se publica su arranque en 2013, mientras tanto "el Consell debe hacer frente a una factura de 25 000 euros mensuales para que no se deteriore un corredor tranviario que costó 100 millones."[14]
- En abril de 2013, se da a conocer que la línea será gestionada finalmente por el operador público FGV y que comenzará a prestar servicios a finales del mes de agosto, tras más de dos años de retraso.[15]
- Finalmente, el 4 de septiembre de 2013 se puso en servicio la L2 de Luceros a Sant Vicent del Raspeig.[16]

## Estaciones y apeaderos

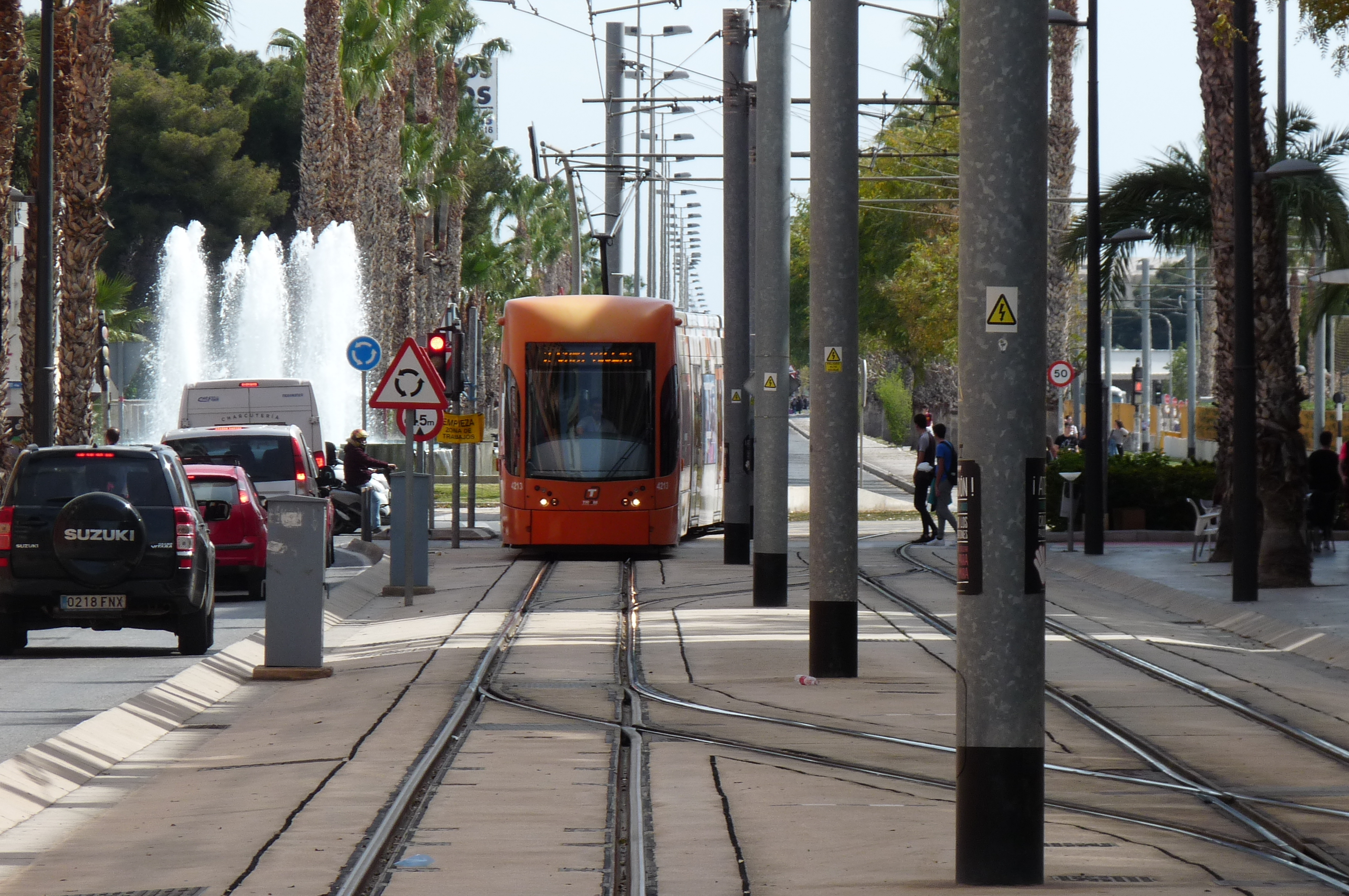
Tranvía entrando en San Vicente del Raspeig

| Nombre de Estación/Apeadero | Dirección                      | Municipio               | Correspondencias | Servicios                                                |
| --------------------------- | ------------------------------ | ----------------------- | ---------------- | -------------------------------------------------------- |
| Luceros                     | Plaza de los Luceros           | Alicante                |                  | Estación accesible · Aparcamiento · Punto de Información |
| Mercado                     | Av. Alfonso el Sabio           | Alicante                |                  | Estación accesible                                       |
| MARQ-Castillo               | Pl. Doctor Mas Magro           | Alicante                |                  | Estación accesible                                       |
| La Goteta-Plaza Mar 2       | Calle Obispo Victorio Oliver   | Alicante                |                  | Estación accesible · Aparcamiento                        |
| Bulevar del Pla             | Av. Periodista Rodolfo Salazar | Alicante                |                  | Estación accesible                                       |
| Garbinet                    | Av. Periodista Rodolfo Salazar | Alicante                |                  | Estación accesible                                       |
| Hospital                    | Av. Periodista Rodolfo Salazar | Alicante                |                  | Estación accesible                                       |
| Maestro Alonso              | Calle Maestro Alonso           | Alicante                |                  | Estación accesible                                       |
| Pintor Gastón Castelló      | Av. Pintor Gastón Castelló     | Alicante                |                  | Estación accesible                                       |
| Virgen del Remedio          | Av. Baronía de Polop           | Alicante                |                  | Estación accesible                                       |
| Ciudad Jardín               | Av. Baronía de Polop           | Alicante                |                  | Estación accesible                                       |
| Santa Isabel                | Calle Alicante                 | San Vicente del Raspeig |                  | Estación accesible                                       |
| Universitat                 | Calle Alicante                 | San Vicente del Raspeig |                  | Estación accesible                                       |
| Sant Vicent del Raspeig     | Calle Alicante                 | San Vicente del Raspeig |                  | Estación accesible                                       |

## Evolución del tráfico
| Año       | 2013      | 2014      | 2015      | 2016      | 2017      | 2018      | 2019      | 2020      | 2021      | 2022      |
| --------- | --------- | --------- | --------- | --------- | --------- | --------- | --------- | --------- | --------- | --------- |
| Pasajeros | 1.128.674 | 3.730.218 | 3.764.960 | 3.907.239 | 4.032.953 | 4.397.804 | 4.820.667 | 2.848.497 | 3.625.770 | 5.221.172 |

## Proyectos futuros
En el año 2022, se estudia prolongar el recorrido de la línea 2 hasta el Hospital de San Vicente del Raspeig, para dar servicio a toda la población. Además, una vez puesta en marcha la Estación Intermodal, se proyecta la creación de la nueva línea 6 del Tram, entre dicho punto y el hospital de San Vicente del Raspeig.